# معامل الاختلاف
معامل الاختلاف ({\displaystyle Cv}) في نظرية الاحتمالات والإحصاء، هو مقياس لتشتت أو تبعثر توزيع الاحتمال أو توزيع التكرار.
يتم تعريف معامل الاختلاف كنسبة الانحراف المعياري {\displaystyle {\sigma }} إلى الوسط الحسابي {\displaystyle {\mu }} للتوزيع.

{\displaystyle c_{v}={\frac {\sigma }{\mu }}}